# École supérieure de physique et de chimie industrielles de la ville de Paris
A párizsi École supérieure de physique et de chimie industrielles de la ville de Paris (ESPCI, ESPCI Paris) egy francia grande école és az Université Paris Sciences et Lettres (PSL) alkotó főiskolája.
Az első francia École d'Ingénieurs a 2017 -es Shanghai rangsorban.
A ParisTech szövetség egyik tagja.

## Híres diplomások
- Frédéric Joliot-Curie, Nobel-díjas kémikus és világhírű atomfizikus